# Durchführungsbestimmung
Als Durchführungsbestimmung wird eine hierarchisch unter dem Gesetz stehende Rechtsvorschrift bezeichnet. Sie dient dem Vollzug des Gesetzes und wird nicht von der Legislative, sondern der Exekutive erlassen.

## Deutschland
Durchführungsbestimmungen präzisieren verbindlich für jedermann die Anwendung von Gesetzen und können in Gestalt von Verwaltungsvorschriften oder Rechtsverordnungen ergehen. Der Erlass von Rechtsverordnungen bedarf einer nach Inhalt, Zweck und Ausmaß hinreichend bestimmten gesetzlichen Ermächtigung (Art. 80 Abs. 1 GG). Rechtsverordnungen haben die Funktion einer gesetzesakzessorischen exekutiven Rechtsetzung mit Allgemeinverbindlichkeit.
Bloßen Ausführungsbestimmungen fehlt dagegen die Außenwirkung gegenüber den Bürgern, soweit sie als verwaltungsinterne Regelungen nur die Organisation und das Handeln der Verwaltung bestimmen. Sie dienen im Wesentlichen der Einhaltung eines Gesetzes.
Als Beispiele für Durchführungsbestimmungen in Gestalt von Rechtsverordnungen sind die aufgrund des Bundes-Immissionsschutzgesetzes erlassenen Verordnungen zur Durchführung des Bundes-Immissionsschutzgesetzes (BImschV) zu nennen. Im deutschen Steuerrecht sind zur Wahrung der Gleichmäßigkeit bei der Besteuerung und zur Beseitigung von Unbilligkeiten in Härtefällen bedeutsam:
- Einkommensteuer-Durchführungsverordnung aufgrund § 51 EStG
- Erbschaftsteuer-Durchführungsverordnung aufgrund § 36 ErbStG
- Gewerbesteuer-Durchführungsverordnung aufgrund § 35c GewStG
- Körperschaftsteuer-Durchführungsverordnung[4] aufgrund § 33 KStG
- Lohnsteuer-Durchführungsverordnung[5] aufgrund § 99 EStG
- Umsatzsteuer-Durchführungsverordnung aufgrund § 26 UStG

Auf Landesebene ist auch die Bezeichnung als Ausführungsverordnung gebräuchlich.
Juristische Person des Privatrechts, beispielsweise Vereine, können ihre eigenen Belange durch Satzung regeln. Der Deutsche Fußball-Bund regelt in diesem Rahmen z. B. die Veranstaltung von Spielen in der Fußball-Bundesliga mittels Durchführungsbestimmungen, die die Spielordnung ergänzen.

## Österreich
Verordnungen zur Durchführung bestimmter Gesetze verlieren nach der von Verfassungsgerichtshof (VfGH) und Verwaltungsgerichtshof (VwGH) vertretenen Herzog-Mantel-Theorie grundsätzlich ihre Gültigkeit, wenn das Gesetz, aufgrund dessen sie erlassen wurden, außer Kraft tritt.

## Schweiz
Vollziehungsverordnungen führen die gesetzlichen Bestimmungen aus. Gesetzesvertretende Verordnungen ergänzen die gesetzlichen Bestimmungen. Die Grenze zwischen Vollziehungsverordnungen und gesetzesvertretenden Verordnungen, für die der Bundesrat jeweils einer gesetzlichen Ermächtigung bedarf, ist fließend.

## Europäische Union
Für europäische Rechtsakte werden Durchführungsbestimmungen zu EU-Verordnungen (delegierte Verordnungen) im sogenannten Komitologie-Verfahren erlassen.